# Mydas argyrostomus
Mydas argyrostomus är en tvåvingeart som beskrevs av Gerstaeker 1868. Mydas argyrostomus ingår i släktet Mydas och familjen Mydidae. Inga underarter finns listade i Catalogue of Life.